# Niels Harrit
Niels Harrit (født 25. januar 1945) er en dansk musiker og kemiker, lic.scient. og lektor emeritus ved Københavns Universitet.

## Musik
Niels Harrit spiller tenor- og barytonsaxofon, fløjte, keyboard og sav. Niels Harrit har spillet sammen med avantgardejazzgrupperne med The Contemporary Jazz Quintet og Cadentia Nova Danica, i egen sekstet, i rockgruppen The Maxwells og med Peter Bellis Seven Sounds, i swingorkesteret Arnvid Meiers Orkester, i fusionsbandet Blast fra 1980 til 1986, blues med Kenn Lending fra 1991 til 1992 og latin med Salsa Na Ma og Beliza Brazil siden 1993. Han har lavet pladeindspilninger med de fleste af grupperne.
I 2017 spillede Niels Harrit saxofon på Mr. Wilms' album Før vi er væk.

## Offentlig debattør
I de senere år er Harrit blevet kendt som kritiker af den almindelige forklaring omkring Terrorangrebet den 11. september 2001. Han har fremført en teori om, at de tre skyskrabere i World Trade Center ikke styrtede sammen på grund af kollisionerne med de to passagerfly.
I 2009 fik Harrit sammen med en række internationale forskere udgivet en videnskabelig artikel hvor de hævdede at have fundet termit i støv fra World Trade Centers sammenstyrtning.
Artiklen var udgivet uden godkendelse fra tidsskriftets chefredaktør, Marie-Paule Pileni, og fik hende til at opsige sit hverv samt at betegne tidsskriftet som "dårligt". Harrits teori har opbakning blandt en række fagfæller, samt arkitekter og ingeniører i gruppen "Architects and Engineers for 9/11 Truth". Marts 2015 har over 2.300 arkitekter og ingeniører, og over 20.000 andre verden over, underskrevet en petition vedr. en ny undersøgelse fra NIST, National Institute of Standards and Technology. Det skal dog understreges, at disse arkitekter og ingeniører udgør en meget lille del af deres samlede hverv, og at deres holdning i høj grad er minoritetssynet på sagen.

### Injuriesag
I forbindelse med en udstilling om det Armenske folkemord på Den Sorte Diamant  - hvor det kongelige bibliotek som respons på kritik af udstillings fra den tyrkiske ambassade havde tilbudt ambassaden at arrangere "en parallel udstilling" med deres syn på sagen - havde journalist Søren K. Willemoes i en artikel i Weekendavisen den 7. december 2012 med titlen "Galskab i Den Sorte Diamand" skrevet:
| „ | Skal vi have en planche med kreationistisk plattenslageri op at hænge på en af Danmarks fineste oplysningsinstitutioner? Hvorfor ikke bare invitere Niels Harrit og de andre tosser fra 9/11-skeptikermiljøet, nu vi er i gang? Hvad med holocaustbenægter-miljøet? | “ |

Harrit lagde derefter sag an mod Willemoes og Weekendavisens chefredaktør Anne Knudsen ved Københavns Byret for overtrædelse af injurielovgivningen.
I september 2013 frikendte byretten journalisten og redaktøren som også blev tilkendt 15.000 kr i sagsomkostninger.
Harrit ankede sagen til Østre Landsret, som afholdt hovedforhandling den 12. marts 2015. Under sagen blev der afgivet forklaring af arkitekt Jan Utzon, som også havde vidnet for byretten, og fysiker Per Hedegård fra Niels Bohr Instituttet. Den 27. marts stadfæstede Østre Landsret dommen.